# Noémi Sinclair-Kharbine
 (octobre 2024).
Noémi ou Noemi Sinclair-Kharbine, pseudonyme créé en rapport avec sa ville natale de Noemie Faingersch, née à Kharbine en Mandchourie (en Chine) le 18 avril 1921 et morte le 23 juillet 2022 à Paris 15e, est une journaliste et écrivaine de nationalité française et d'origine allemande juive. 
Elle passe une partie de son enfance en Mandchourie avant de s'installer en Allemagne avec ses parents. Fuyant les persécutions nazies, ils gagnent la France où Noemi entreprend une carrière de comédienne bientôt interrompue par les lois raciales de Vichy. Elle écrit des nouvelles, contes et romans. Elle est aussi peintre portraitiste et a exposé dans de nombreux pays.
Elle réside un temps et meurt à Paris.

## Œuvres
- Contes juifs, Séguier, Paris, 1986
- Les Framboises jaunes, Renaudot, Paris, 1989
- Le Berceau mandchou, éditions Balland, 1986 et J'ai lu, 1989  (ISBN 9782277225119)
- Le Secret de l'abbé Mignon, C. Lacour, Nîmes, 2001
- L'Été italien : 1943, Nice, 2003